# Woltzeten
Woltzeten ist eine von 19 Ortschaften der Gemeinde Krummhörn, der westlichsten Gemeinde in Ostfriesland und im Landkreis Aurich. Woltzeten hat 155 Einwohner (Stand: 31. Dezember 2024). Das zentrale Gebäude des Ortes ist wie bei vielen Warfendörfern eine kleine Kirche mit einem Glockenturm. Woltzeten ist der kleinste Ortsteil der Gemeinde Krummhörn.

## Geografie
Der Ort liegt im Herzen der Gemeinde, drei Kilometer südlich des Hauptortes und Bürgermeistersitzes Pewsum und etwa acht Kilometer nordwestlich der Seehafenstadt Emden.

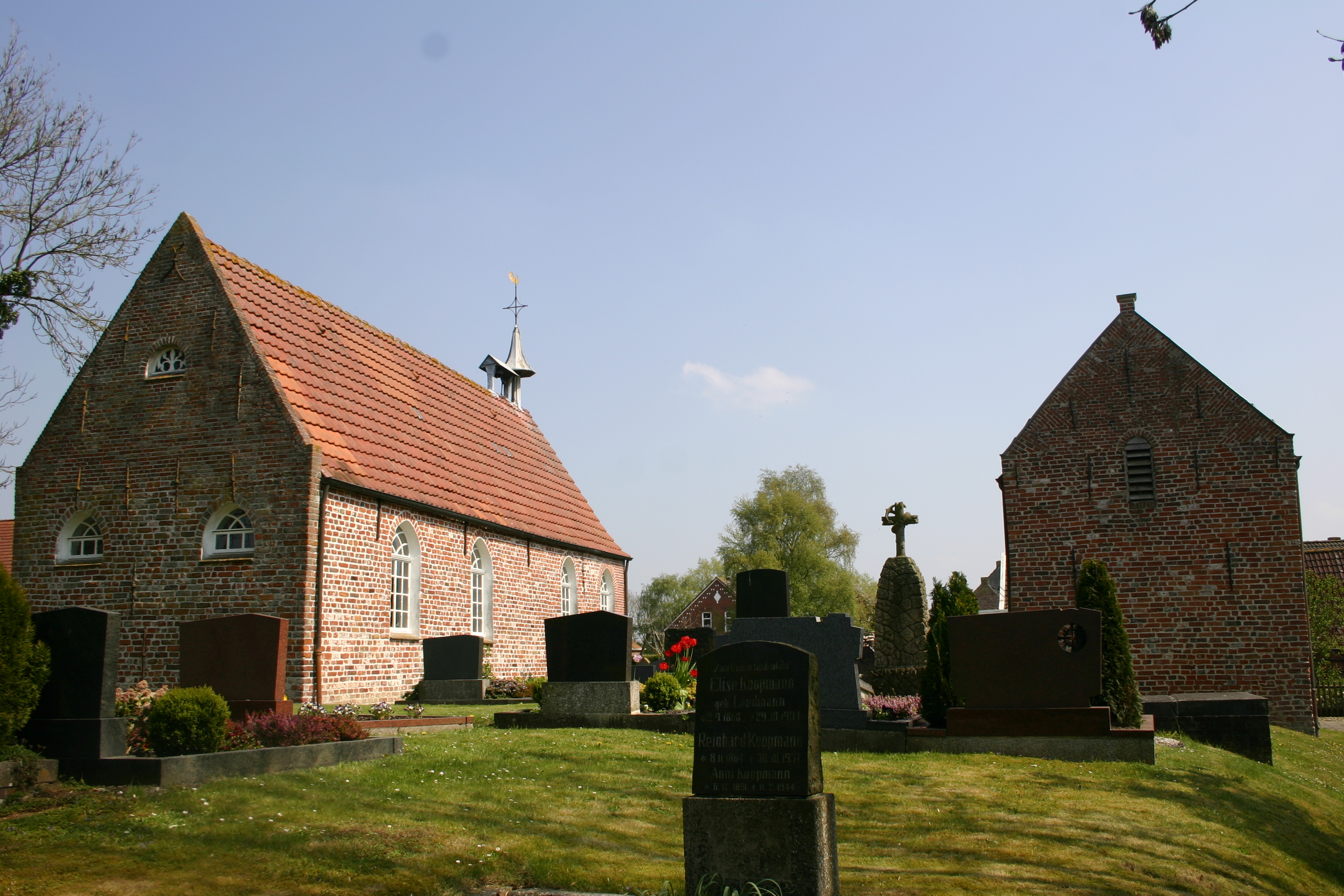
Reformierte Kirche mit separatem Glockenturm

## Geschichte
Der Ortsname stammt wohl vom altniederdeutschen „wolden“ ab, was darauf hindeutet, dass Woltzeten seinerzeit direkt an einem Sumpfgebiet lag. Auch das Wappen unterstützt die Vermutung, dass der Ort zumindest einmal am Wasser gelegen hat. Das zweite zentrale Symbol des Wappens ist das Kreuz, das wahrscheinlich auf das weit über die Ortsgrenzen hinaus bekannte Kloster Blauhaus zurückzuführen ist.
Zum ersten Mal wird Woltzeten um das Jahr 1000 n. Chr. erwähnt. Mittelpunkt des klassischen Runddorfes ist die kleine Kirche aus dem Jahr 1727. Sie ersetzte ein anderes Gotteshaus, das vorher am selben Platz stand. Das Besondere ist die Glocke, die in einem separaten Turm auf dem Friedhof untergebracht ist. Etwa zwei Kilometer südlich des Ortes steht das zwischen 1509 und 1529 erbaute ehemalige Kloster Blauhaus, das noch bis in das 17. Jahrhundert von Nonnen bewohnt wurde. Seinen Namen verdankt es dem ursprünglich blauen Dach. Das Klostergebäude steht überwiegend noch und dient heute als Stall beziehungsweise Remise eines landwirtschaftlichen Betriebes.
Woltzeten zählte in der Hannoverschen Zeit Ostfrieslands zum Amt Emden (1824), darin zur Vogtei Larrelt und darin wiederum zur Untervogtei Loquard, die neben Loquard und Woltzeten auch Rysum, Campen, Heiselhusen und Canum umfasste.
Jahrhundertelang waren die natürlichen Tiefs und die Entwässerungskanäle, die die Krummhörn in einem dichten Netz durchziehen, der wichtigste Verkehrsträger. Über Gräben und Kanäle waren nicht nur die Dörfer, sondern auch viele Hofstellen mit der Stadt Emden und dem Hafenort Greetsiel verbunden. Besonders der Bootsverkehr mit Emden war von Bedeutung. Dorfschiffer übernahmen die Versorgung der Orte mit Gütern aus der Stadt und lieferten in der Gegenrichtung landwirtschaftliche Produkte: „Vom Sielhafenort transportierten kleinere Schiffe, sogenannte Loogschiffe, die umgeschlagene Fracht ins Binnenland und versorgten die Marschdörfer (loog = Dorf). Bis ins 20. Jahrhundert belebten die Loogschiffe aus der Krummhörn die Kanäle der Stadt Emden.“ Bereits 1824 schrieb der Kulturhistoriker Fridrich Arends in seiner Erdbeschreibung des Fürstenthums Ostfriesland und des Harlingerlandes: „Mit Wasser ist kein Amt reichlicher versehen wie dieses. (…) Im Winter und Frühling geschieht der Transport des Korns und sonstiger Güter sowohl in diesem als im Greetmer Amt immer zu Wasser, welches bei den schlechten Kleiwegen in der Jahreszeit außerordentlichen Nutzen hat.“
Torf, der zumeist in den ostfriesischen Fehnen gewonnen wurde, spielte über Jahrhunderte eine wichtige Rolle als Heizmaterial für die Bewohner der Krummhörn. Die Torfschiffe brachten das Material auf dem ostfriesischen Kanalnetz bis in die Dörfer der Krummhörn, darunter auch nach Woltzeten. Auf ihrer Rückfahrt in die Fehnsiedlungen nahmen die Torfschiffer oftmals Kleiboden aus der Marsch sowie den Dung des Viehs mit, mit dem sie zu Hause ihre abgetorften Flächen düngten.
Im April 1919 kam es zu sogenannten „Speckumzügen“ Emder Arbeiter, an die sich Landarbeiterunruhen anschlossen. Zusammen mit dem Rheiderland war der Landkreis Emden der am stärksten von diesen Unruhen betroffene Teil Ostfrieslands. Arbeiter brachen in geschlossenen Zügen in die umliegenden Dörfer auf und stahlen Nahrungsmittel bei Bauern, wobei es zu Zusammenstößen kam. Die Lage beruhigte sich erst nach der Entsendung von in der Region stationierten Truppen der Reichswehr. Als Reaktion darauf bildeten sich in fast allen Ortschaften in der Emder Umgebung Einwohnerwehren. Die Einwohnerwehr Woltzetens umfasste 30 Personen. Diese verfügten über 15 Waffen. Aufgelöst wurden die Einwohnerwehren erst nach einem entsprechenden Erlass des preußischen Innenministers Carl Severing am 10. April 1920.
Am 1. Juli 1972 wurde Woltzeten in die neue Gemeinde Krummhörn eingegliedert.

## Wirtschaft und Infrastruktur

### Unternehmen
Zu Woltzeten gehören auch die bäuerlichen Betriebe im Umland. Diese landwirtschaftlichen Gebiete und Gehöfte tragen die Namen Juitswarf, Woltzetener Vorwerk, Blauhaus und Spiegelhaus.
Es gibt seit den 70er Jahren in Woltzeten keinerlei Einkaufsmöglichkeiten mehr. Auch Ärzte oder Gastronomie sucht man vergebens.
Im September 2022 wurde die Warf Bäckerei in der alten Pastorei eröffnet.

### Öffentliche Einrichtungen

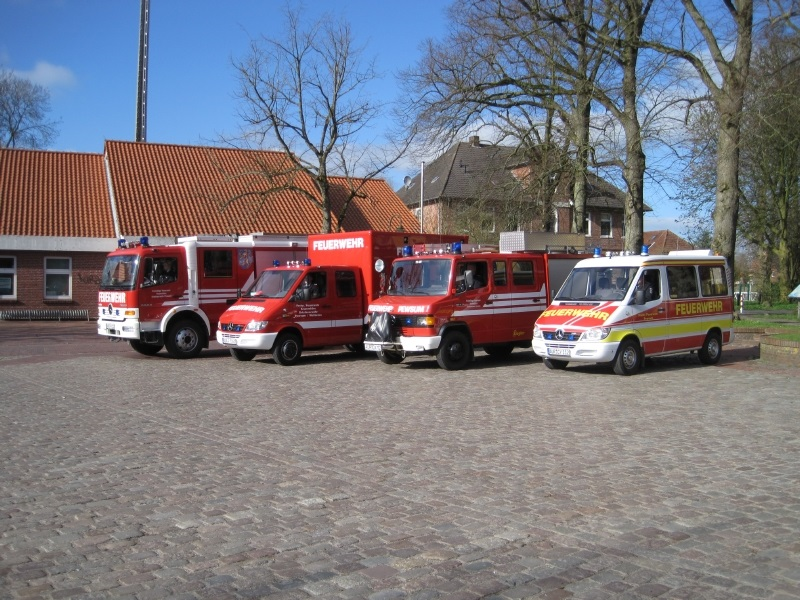
Fuhrpark der Freiwilligen Feuerwehr

Die Freiwillige Feuerwehr Woltzeten wurde offiziell am 1. September 1933 gegründet und sorgt seitdem für den abwehrenden Brandschutz und die allgemeine Hilfe. Im Jahr 2006 wurden einige der Freiwilligen Feuerwehren der Krummhörn zusammengelegt. Die Feuerwehr Woltzeten schloss sich mit der Feuerwehr Pewsum zusammen. Gemeinsam bildeten sie die Freiwillige Feuerwehr Pewsum – Woltzeten, die für den Brandschutz und die allgemeine Hilfe sorgt. Die Mitgliederzahl stieg in den Jahren auf über 50 Mitglieder.
Im Jahr 2013 sind beide Feuerwehren an einen gemeinsamen Standort im Pewsumer Gewerbegebiet gezogen. Das neue Feuerwehrhaus hierfür wurde als Mietobjekt gebaut.
Am 1. Januar 2022 wurde die Freiwillige Feuerwehr Pewsum-Woltzeten mit der Freiwilligen Feuerwehr Canum-Freepsum zusammengelegt. Dieses geschah im Zuge eines Brandschutzbedarfsplans der Gemeinde Krummhörn. Beide Feuerwehren bilden seither die Freiwillige Feuerwehr Krummhörn-Mitte.
Der Fuhrpark umfasst heute ein Tanklöschfahrzeug (TLF 3000), ein Hilfeleistungslöschgruppenfahrzeug (HLF 20),[6] ein Gerätewagen-Logistik (GW-L1), Einsatzleitwagen 1 (ELW 1), Tragkraftspritzenfahrzeug (TSF) und ein Mannschaftstransportfahrzeug (MTF)
Im Durchschnitt fährt die Freiwillige Feuerwehr Krummhörn-Mitte zu über 30 Einsätzen im Jahr im Gemeindegebiet von Krummhörn. Sie führt eine Jugendfeuerwehr, die eine von insgesamt sechs Jugendfeuerwehren in Krummhörn ist.[7]

### Verkehr
Woltzeten ist über eine Kreisstraße an den Krummhörner Hauptort Pewsum angebunden. Die Ortschaften Woquard, Groothusen, Hamswehrum und Campen sowie der Emder Stadtteil Twixlum sind über landwirtschaftliche Wege (teils asphaltiert, teils in Betondeckenbauweise) erreichbar.
Das kurze Woltzetener Tief mündet nach wenigen hundert Metern östlich des Ortes in das Pewsumer Tief. Über dieses besteht eine Wasserverbindung nach Norden in den Hauptort, im Süden fließt das Pewsumer Tief dem Knockster Tief zu, so dass Woltzeten an das ostfriesische Kanalnetz angeschlossen ist.